# Hans Dahl
Pour les articles homonymes, voir Dahl.
Hans Dahl (Granvin, 19 février 1849 - 27 juillet 1937) est un peintre norvégien célèbre pour ses peintures de fjords et de paysages norvégiens.

## Biographie

### Formation
Hans Dahl est né dans le village de Granvin, sur le Hardangerfjord, dans le comté de Hordaland en Norvège. Son talent était déjà évident quand Dahl n'avait que 16 ans. Cependant, c'est seulement après son service dans l'armée suédoise qu'il reçoit une éducation artistique. Hans Dahl a d'abord fait ses études  pour devenir officier et lieutenant en 1871. Il sert dans la brigade de Bergenske jusqu'en 1874. Après avoir quitté l'armée, il est apprenti de Johan Fredrik Eckersberg et Knud Bergslien. Il va à Karlsruhe où il étudie avec Hans Fredrik Gude et Wilhelm Riefstahl puis à Düsseldorf où il a pour professeurs Eduard von Gebhardt et Wilhelm Sohn. Son art s'associe alors à l'école de peinture de Düsseldorf qui se caractérise par des paysages fantaisistes finement détaillés.

### Carrière
Dahl a sa première exposition à Düsseldorf en 1876. Il y vit jusqu'en 1888, quand il déménage à Berlin. Il retourne en Norvège presque chaque été. En 1893, il commande la construction de sa résidence d'été à la firme de Jacob Digre de Trondheim. La villa Strandheim  est située sur les rives du Sognefjord à Balestrand. Le peintre norvégien Adelsteen Normann s'était installé à Balestrand en 1891 et la villa de Dahl est d'une conception similaire à celle de Normann. 
Entre 1888 et 1919, Dahl vit surtout à Berlin-Wilmersdorf et ne passe que l'été à Balestrand. Après 1919, il quitte Berlin. Entretemps, l'Empereur Guillaume II d'Allemagne étant devenu l'un des mécènes de Dahl, il lui confère une chaire d'enseignement en 1910 et visite plusieurs fois sa résidence d'été. Par la suite, Balestrand est devenue une destination touristique très fréquentée dans l'ouest de la Norvège. 

### Vie privée

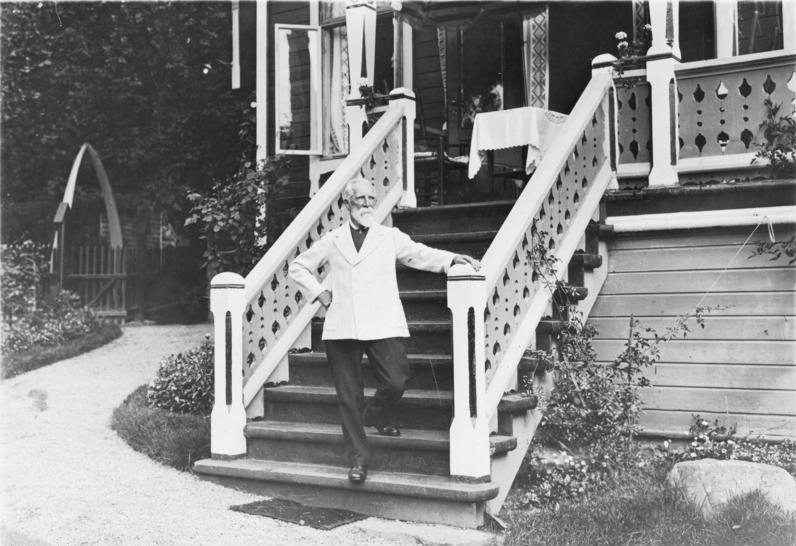
Hans Dahl à la villa Strandheim.

Hans Dahl était marié avec Hélène Bewer, la fille du peintre allemand Clemens Bewer (1820-1884). Leur fils est le peintre norvégien Hans Andreas Dahl (1881-1919), qui meurt de la tuberculose à l'âge de 37 ans.
En 1902, Dahl est fait chevalier de l'Ordre royal norvégien de Saint-Olaf, 1re classe. Il meurt à Balestrand en 1937. Sa tombe est située dans le cimetière de Tjugum  (Tjugum kyrkje).

## Style
Dahl a résisté à la transition du romantisme vers l'art moderne. Dans les années 1890, une nouvelle école d'art se forme et des artistes comme Dahl n'y sont pas très en vue dans les cercles dirigeants de la capitale. Il est particulièrement critiqué par l'historien d'art norvégien Jens Thiis. Il est aussi sévèrement critiqué par d'autres artistes, en particulier Christian Krohg, l'une des figures de proue de la transition du romantisme au naturalisme caractéristique de l'art norvégien de cette époque. 
Tout au long de sa vie, il élargit sa palette de sujets. Dahl  dépeint souvent le paysage de la partie occidentale de la Norvège sous un soleil radieux avec ses habitants souriant en costumes nationaux. Ses couleurs vibrantes et ses portraits de charmantes jeunes filles norvégiennes vêtues de leur costume national sont toujours très populaires.

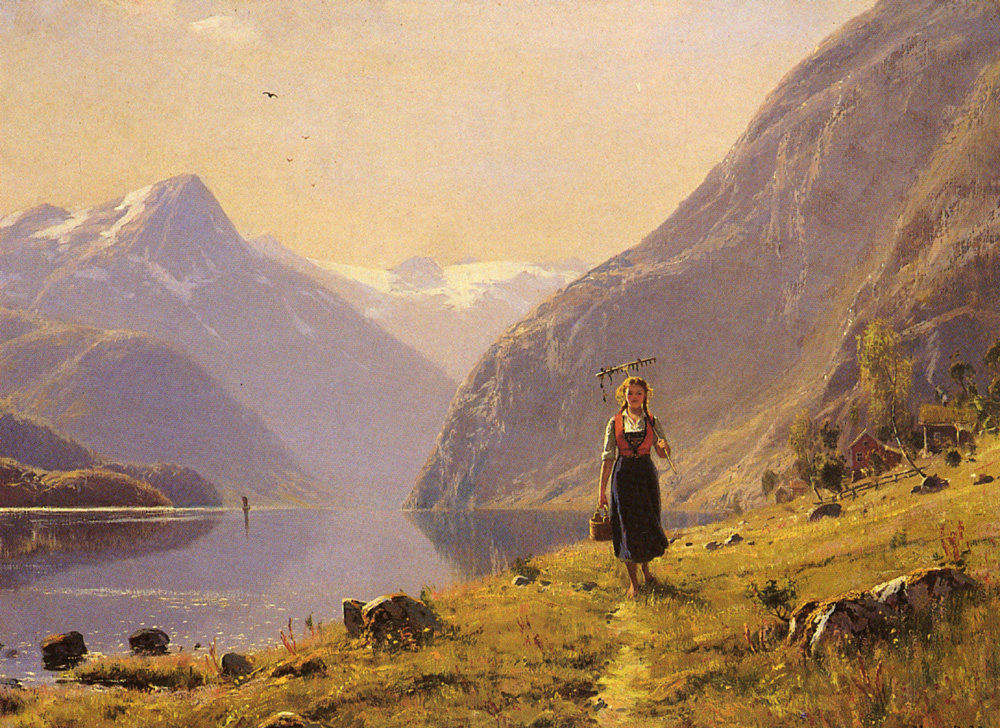
Par le Fjord
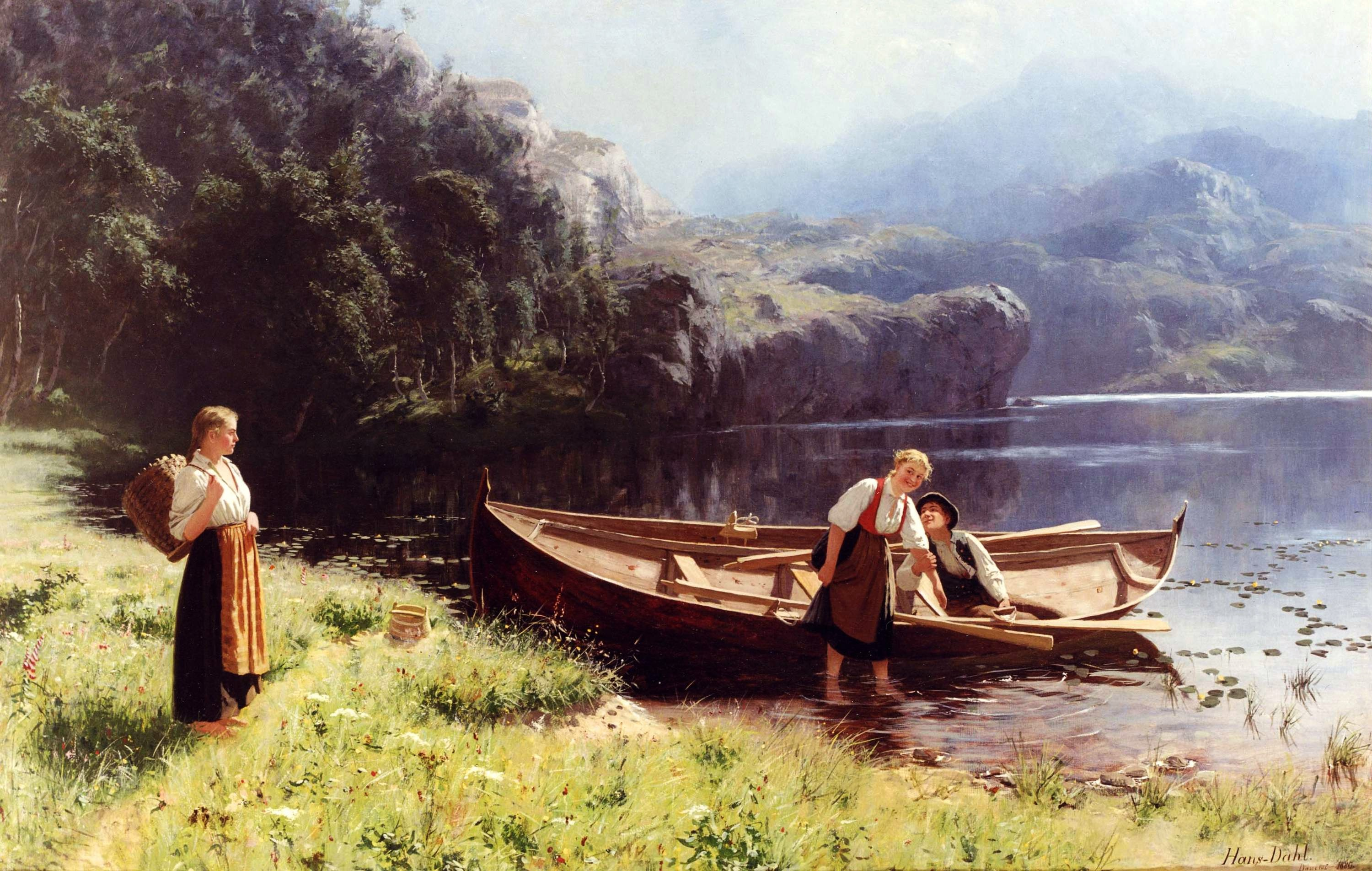
Au bord de l'eau
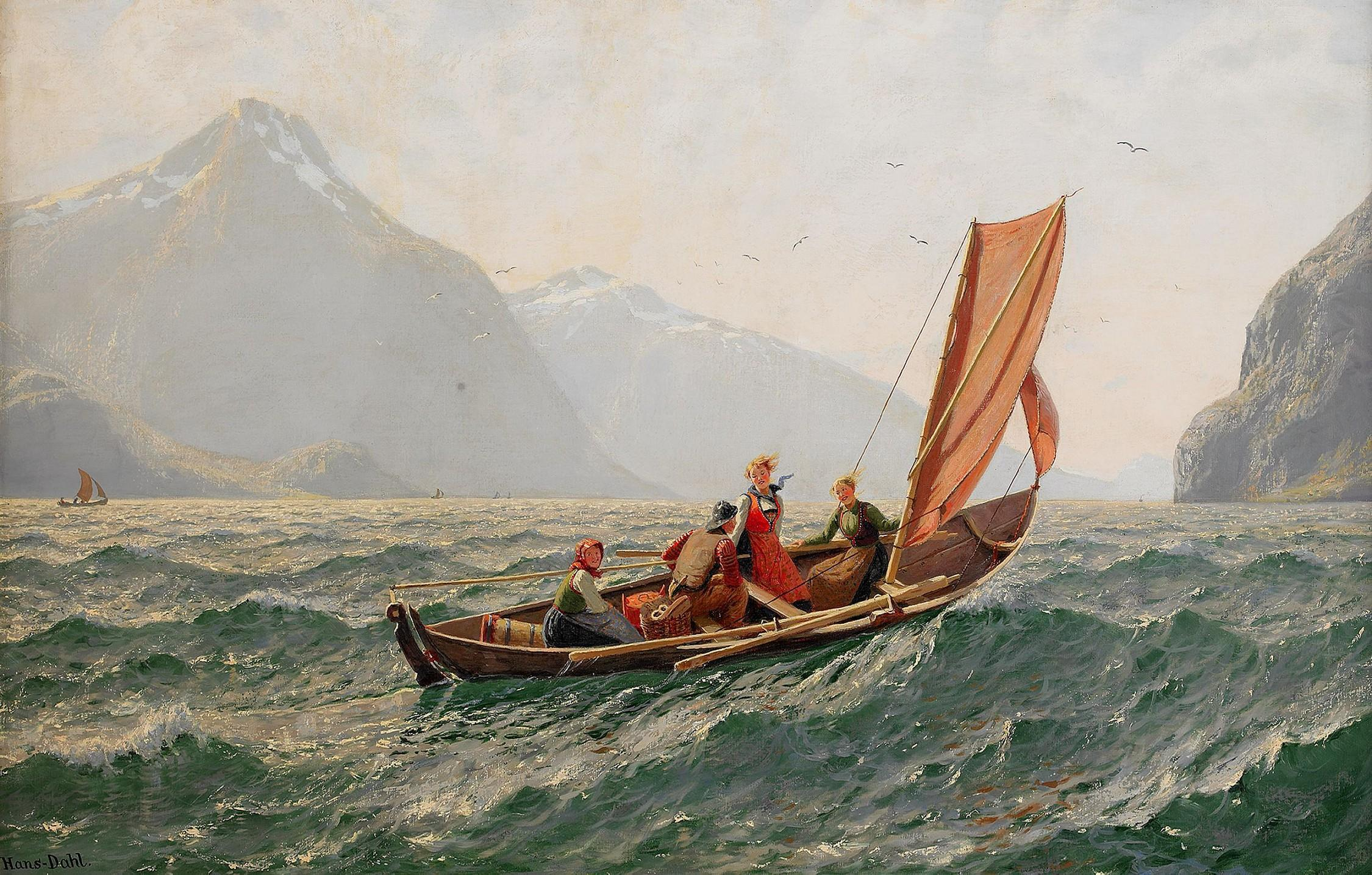
Fjord et voilier
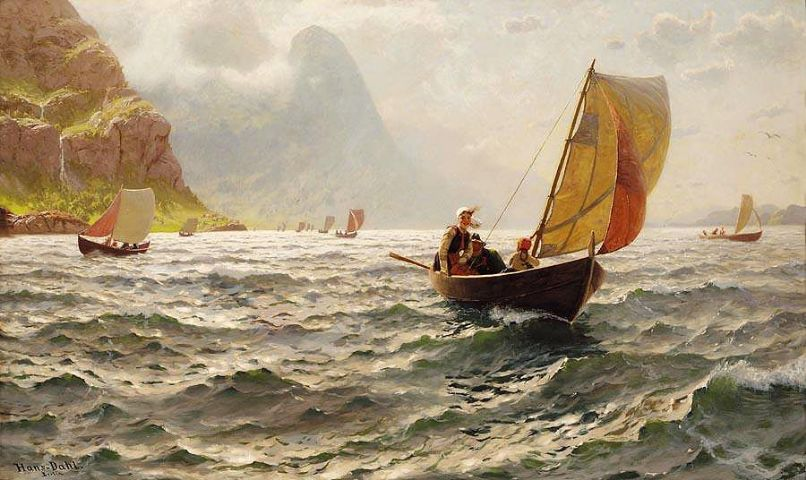
Sur les ondes ensoleillées
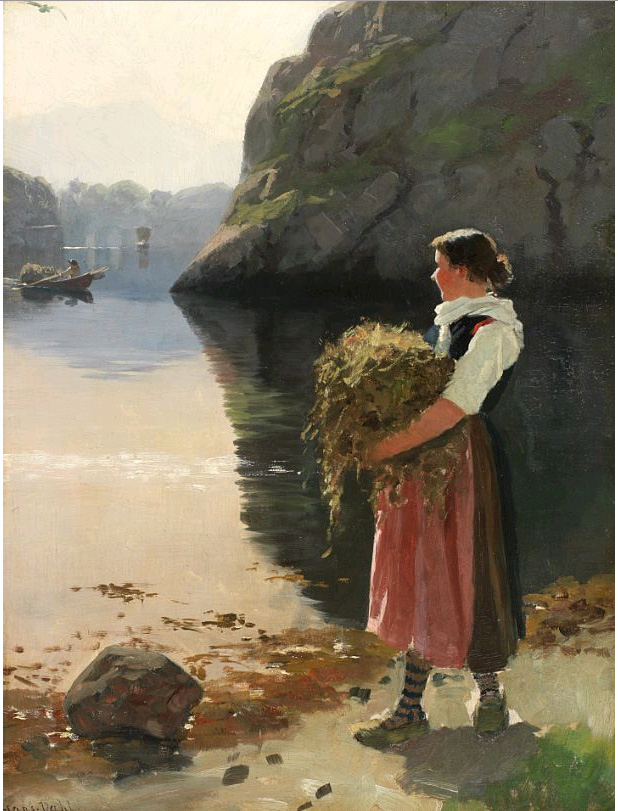
Transport du foin
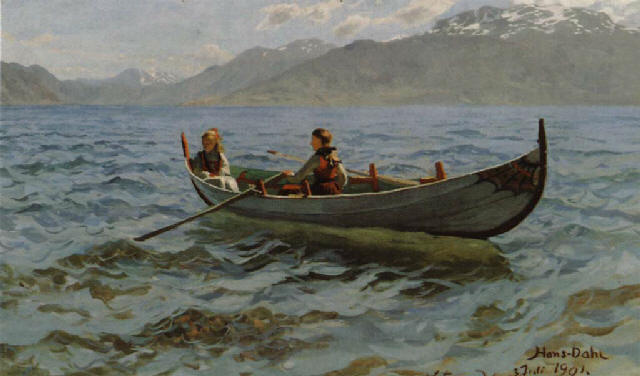
Navigation à Balestrand
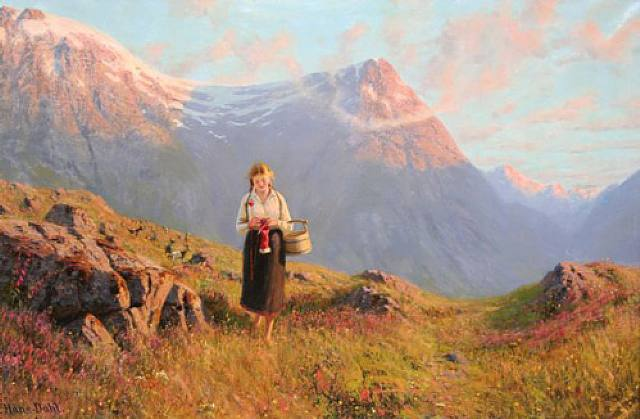
Sur la montagne
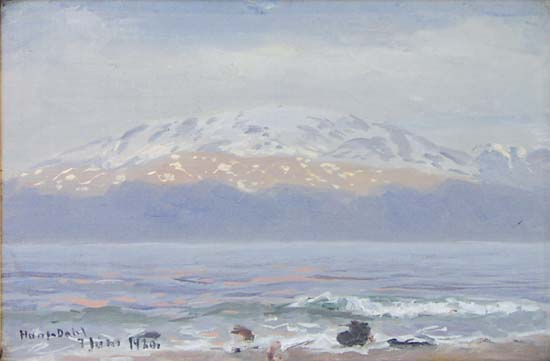
Sognefjord vers  l'été chez soi à Balestrand

## Crédits
- (en) Cet article est partiellement ou en totalité issu de l’article de Wikipédia en anglais intitulé « Hans Dahl » (voir la liste des auteurs).